# Reptjärnsberget
Reptjärnsberget är ett naturreservat i Borlänge kommun i Dalarnas län.
Området är naturskyddat sedan 2016 och är 51 hektar stort. Reservatet består i sänkorna av blöta barrskogar och våtmarker och med höjdpartier bevuxna med tallar.